# Strongylaspis aurea
Strongylaspis aurea är en skalbaggsart som beskrevs av Monné M. L. och Santos-silva 2003. Strongylaspis aurea ingår i släktet Strongylaspis och familjen långhorningar. Inga underarter finns listade i Catalogue of Life.